# Kunstgewerbeschule Erfurt

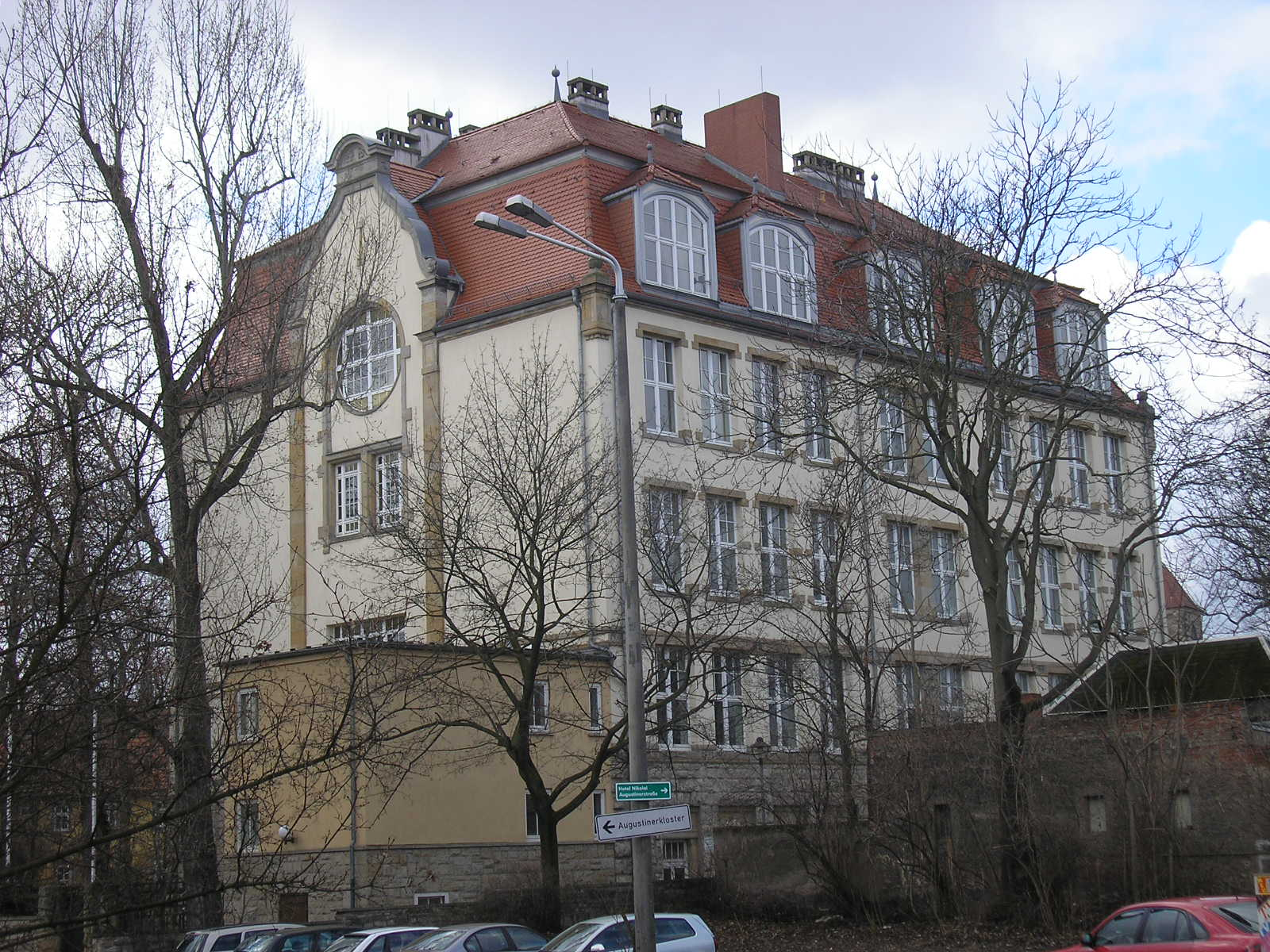
Schulgebäude

Die Kunstgewerbeschule (auch als Hügelschule bezeichnet) war eine Kunstgewerbeschule in der thüringischen Landeshauptstadt Erfurt. Ihren Sitz hatte sie im Schulgebäude Am Hügel 1 im Norden der Altstadt. Das heutige Lehrgebäude 3 der Universität Erfurt beherbergt die Fachbereiche Kunst und Musik der erziehungswissenschaftlichen Fakultät.

## Geschichte
Die Staatlich-Städtische Handwerker- und Kunstgewerbeschule Erfurt wurde 1898 gegründet. Sie war zunächst an der Talstraße untergebracht und erhielt 1904–1905 ihr eigenes Gebäude am heutigen Standort. Errichtet wurde es nach Plänen von Stadtbaurat Paul Peters und Max Brockert in reduzierten neobarocken Formen, die Außenanlagen schuf Otto Linne. Die Baukosten betrugen etwa 230.000 Mark. 1944 wurde das Gebäude bei einem Luftangriff beschädigt, wobei vor allem Fassadenschmuck verloren ging, der später nicht wiederhergestellt wurde.
Die Kunstgewerbeschule wurde 1946 in die Fachschule für angewandte Kunst überführt, die wiederum 1955 Teil der Pädagogischen Hochschule Erfurt und mit ihr 2001 Teil der Universität Erfurt wurde. Von 1997 bis 2012 saß auch das Max-Weber-Kolleg im Gebäude der Kunstgewerbeschule, bevor es im September 2012 in die Nähe des Campus der Universität umgezogen ist.

## Absolventen und Lehrende der Kunstgewerbeschule
- Ernst Ruser (1869–1934), 1898–1925 Professor für Dekorationsmalerei an der Kunstgewerbeschule[3]
- Karl Sondermann (1862–1926), Zeichenlehrer und Kunstmaler.
- Carl Melville (1875–1957),  Bildhauer und Modelleur, 1909–1934 Lehrer (ab 1923 Professor) an der Kunstgewerbeschule
- Franz Markau (1881–1968), 1926–1944 Professor für dekorative Malerei an der Kunstgewerbeschule
- Pol Cassel (1892–1945), Maler und Grafiker der klassischen Moderne, 1907 bis 1914 an den Kunstgewerbeschulen Erfurt und Dresden
- Andreas Paul Weber (1893–1980), Lithograph, um 1913 an der Kunstgewerbeschule
- Otto Keil (1905–1984), bildender Künstler, Direktor des Deutschen Spielzeugmuseums, 1920 bis 1922 an der Kunstgewerbeschule
- Margaretha Reichardt (1907–1984), Textildesignerin und Grafikerin, 1921 bis 1925 an der Kunstgewerbeschule, 1926 bis 1931 am Bauhaus.
- Otto Knöpfer (1911–1993), Landschaftsmaler, 1931 bis 1935 an der Kunstgewerbeschule
- Harry Schmidt-Schaller (1913–1988), Maler und Grafiker, 1936 bis 1938 an der Kunstgewerbeschule
- Walter Werneburg (1922–1999), Grafiker, 1939 bis 1941 an der Kunstgewerbeschule
- Ruth Weber (* 1930), Gebrauchsgrafikerin, 1950 bis 1953 Studentin an der Fachschule für angewandte Kunst
- Gerhard Baumgärtel (1931–1997), Politiker (CDU), Bürgermeister von Weimar (1982–1989), zwischen 1949 und 1954 an der Fachschule für angewandte Kunst
- Eberhard Heiland (1935–2005), Tafelbildmaler und Keramiker, um 1955 an der Fachschule für angewandte Kunst
- Manfred Gottschall (1937–2015), Briefmarkengestalter, um 1955 an der Fachschule für angewandte Kunst
- Paul Jung (1939–2006), Metallgestalter, Industrie-Formgestalter, Rektor der HiF Burg Giebichenstein, zwischen 1953 und 1955 Student an der Fachschule für angewandte Kunst